# Mount Phillips, Antarktis
Mount Phillips är ett berg i Antarktis. Det ligger i Östantarktis. Nya Zeeland gör anspråk på området. Toppen på Mount Phillips är 3 035 meter över havet.
Terrängen runt Mount Phillips är bergig åt sydväst, men åt nordost är den kuperad. Mount Phillips är den högsta punkten i trakten. Trakten är obefolkad. Det finns inga samhällen i närheten.